# Guillem V de Montferrat
Guillem V de Montferrat, fou marquès de Montferrat del 1136 al 1191. Va ser fill del marquès Renyer de Montferrat i de Gisela de Borgonya. Va ser vassall de l'emperador Frederic I. Tenia importants llaços dinàstics: era nebot del Papa Calixt II, germanastre d'Amadeu III de Savoia, cunyat del rei Lluís VI de França (per la seva germanastra Adelasia) i era cosí d'Alfons VII de Castella. Va estar en dues ocasions a Terra Santa, la segona de les quals va morir.

## Guerrer croat
A la mort del seu pare Renyer de Montferrat, el 1136, Guillem va heretar el títol de marquès de Montferrat.
L'any 1147 es preparava la Segona Croada i el rei Lluís VII de França va confiar a Guillem de Montferrat i al seu germanastre Amadeu III de Savoia un contingent de tropes destinades a viatjar des d'Europa a través d'Hongria. Van seguir Conrad III d'Alemanya fins a Constantinoble i van arribar a finals d'estiu. L'emperador romà d'Orient Manuel I Comnè els va rebre amb gran honor.
Guillem va participar en la batalla per la presa de Damasc, però el fracàs de l'expedició va obligar els croats a retrocedir fins a Tessalònica i van tornar a ser acollits per Manel, amb el qual es va crear una forta amistat.

## El conflicte entre güelfs i gibel·lins
Guillem era considerat de la facció gibel·lina i això va fer que el papa Alexandre III l'excomuniqués, això no obstant va mantenir bona relació amb l'Església. El 1149 la croada va acabar i va tornar al Piemont. Fou un fidel servidor de l'emperador Frederic I, al qual va seguir en les seves campanyes contra els rebels güelfs. Interessat a apropiar-se del municipi d'Asti, va participar en el setge que va imposar Frederic. També va participar en la batalla per la presa de Tortona. L'1 setembre 1158 va ser un dels que va donar la benvinguda als ostatges de la ciutat de Milà després de la seva primera capitulació aconseguida per Frederic. En canvi va estar poc temps al seu marquesat en qualitat d'administrador i molt més guerrejant pel seu senyor.
Va ser derrotat en diverses ocasions, fins i tot en les seves terres, en concret a Mombello Monferrato el 19 de juny del 1172 i es va veure obligat a signar les condicions imposades pels vencedors. Ansiós de venjança, va acompanyar Frederic en l'atac contra Alessandria, però la bona sort de l'emperador ja s'havia acabat i Guillem, cansat dels fracassos militars, va decidir canviar de bàndol passant a l'aliança amb Alessandria i estretint llaços amb Manuel I Comnè, que era enemic dels alemanys. Per aquesta raó va casar el seu fill Renyer es va casar amb la filla de Comnè el 1179.
La relació amb Frederic va empitjorar quan Conrad,fill de Guillem, va empresonar l'arquebisbe de Mainz, Cristian. L'emperador va perdonar el gest quan Guillem semblava tornar al seu costat, però ara la confiança dipositada en ells estava malmesa i no els va cridar per assistir a la Pau de Constança.

## Retorn a Terra Santa
Quan va saber que havia nascut el seu net, Balduí, fill del seu fill Guillem Llarga Espasa i de la reina Sibil·la de Jerusalem va decidir tornar a Terra Santa per estar present en la coronació que es faria el 1183 amb el nom de Balduí V de Jerusalem. La reina li va assignar un petit feu a Galilea però va ser capturat per Saladí en la batalla d'Hattin. Va ser rescatat pel seu fill Conrad, després de la conquesta de Tir. Va romandre en aquesta ciutat on va morir, probablement l'agost del 1191.

## Matrimoni i descendència
Es va casar amb Judit de Babenberg i van tenir la següent descendència:
- Guillem de Montferrat Llarga Espasa (1140 circa – 1177), comte de Jaffa i d'Ascaló, pare de Balduí V de Jerusalem.
- Conrad (1140 – 1192), successor de Guillem en el títol de marquès.
- Bonifaci (1150 – 1207), fundador del Regne de Tessalònica i successor del germà Conrad.
- Beatriu (v.1155) que es va casar amb el seu cosí Enric del Vasto i van donar origen a la famíglia Del Carretto; estimada i cantada pel trobador Raimbaut de Vaqueiras.
- Frederic (†1180), que fou bisbe d'Alba.
- Renyer (1162 – 1183), que es va casar amb Maria Comnena (1152 – 1182), filla de l'emperador romà d'Orient Manuel I Comnè.
- Agnès, que es va casar amb Guido Guerra III Guidi, comte de Modigliana, matrimoni que va ser anul·lat.
- Alasia (†1232), que es va casar amb Manfred II de Saluzzo (1140 – 1215) i que a la mort del marit va assumir la regència del Marquesat de Saluzzo en nom del seu fill Manfred.
- Una filla de nom desconegut que es va casar amb el marquès Albert Malaspina.